# زيلينا فيغا
زيلينا فيغا (بالإسبانية: Zelina Vega)‏ واسمها الحقيقي هو تيا ميغان ترينيداد بودجن (بالإنجليزية: Thea Megan Trinidad Budgen)‏ هي مصارعة محترفة وممثلة أمريكية ولدت في يوم 27 ديسمبر 1990 في مدينة نيويورك لعائلة بورتوريكية الأصل. شاركت في تي إن إيه. وهي متزوجة من المصارع الهولندي أليستر بلاك. والدها كان أحد ضحايا هجمات 11 سبتمبر في سنة 2001.